# HMS Gloucester (D96)
La HMS Gloucester (Pennant number D96), undicesima nave da guerra britannica a portare questo nome, è un cacciatorpediniere Type 42, terzo lotto, della Royal Navy. La nave è stata costruita presso i cantieri Vosper Thorneycroft di Woolston, nei pressi di Southampton e varata il 2 novembre 1982 dalla Duchessa di Gloucester. Appartenendo al terzo lotto della sua classe presenta alcune differenze con le precedenti navi dello stesso tipo, ad esempio uno scafo più allungato che le permette una migliore tenuta del mare e una grande affidabilità.

## Storia
La Gloucester ha partecipato alle operazioni per la Guerra del Golfo nel 1991 sotto il comando di Philip Wikcocks. L'azione più importante fu il lancio di una salva di missili Sea Dart per abbattere un missile C-201 Silkworm lanciato contro la USS Missouri e alcune navi sminatrici. Successivamente sopravvisse a due mine e partecipò a numerosi abbordaggi utilizzando personale della Royal Navy e fanteria di marina. L'elicottero Westland Lynx della nave partecipò alla distruzione di varie navi da guerra irachene. Durante la Guerra del Golfo fu la nave che rimase per più tempo in zona di guerra e per premiarne i risultati il Capitano e il Comandante di Volo vennero decorati con la Distinguished Service Cross.
Durante il Conflitto israelo-libanese del 2006 la Gloucester fu la prima nave ad evacuare i cittadini britannici da Beirut, attraccando il 16 luglio. Fece tre viaggi trasferendo a Cipro gli sfollati e fu l'ultima nave della Royal Navy a lasciare la città.
Nel 2007 è stata sottoposta ad un ammodernamento costato 6 milioni di sterline nel cantiere di Rosyth a Fife, Scozia.
Il 30 giugno 2011 è stata ritirata dal servizio attivo e ormeggiata nella base navale di Portsmouth. Il 22 settembre 2015 ha lasciato il porto di Portsmouth per raggiungere la Turchia per la demolizione.